# Oberwallenstadt
Oberwallenstadt ist ein Stadtteil der oberfränkischen Kreisstadt Lichtenfels im Landkreis Lichtenfels.

## Geografie
Oberwallenstadt liegt westlich des Mains, etwa zwei Kilometer nordöstlich des Lichtenfelser Stadtkerns. Zusammen mit dem Stadtteil Unterwallenstadt grenzt er direkt an die Kernstadt. Durch den Ort verläuft der Fränkische Marienweg.

## Geschichte
Oberwallenstadt wurde 1143 als „Waldenstadt“ erstmals urkundlich erwähnt. Bis 1802 gehörte der Ort zum Hochstift Bamberg, bis dieses durch Kurpfalz-Bayern annektiert wurde. Mit dem Gemeindeedikt bildete der damals 160 Einwohner umfassende Ort ab 1818 zusammen mit dem benachbarten Unterwallenstadt und Krappenroth die Gemeinde Oberwallenstadt im Landgericht Lichtenfels.
Im Jahr 1875 hatte Oberwallenstadt 281 Einwohner in 106 Gebäuden und war der katholischen Kirche und Schule in Lichtenfels zugeordnet. 1900 umfasste die Landgemeinde Oberwallenstadt eine Fläche von 409,24 Hektar, 564 Einwohner, von denen 541 katholisch waren, und 105 Wohngebäude. 306 Personen lebten in Oberwallenstadt in 56 Wohngebäuden. Das Dorf war den Kirchensprengeln der katholischen und der evangelischen Kirche in Lichtenfels zugeordnet. 1950 hatte der Ort 437 Einwohner und 62 Wohngebäude.
Am 1. April 1959 wurde Oberwallenstadt in die Stadt Lichtenfels eingegliedert. 1970 lebten 359 Personen in dem Dorf.

## Sehenswürdigkeiten
Im Jahr 1984 wurde die katholische Kapelle St. Elisabeth geweiht. Der Diözesanarchitekt Manfred Erhardt hatte den Ersatzneubau mit einer etwas ungewöhnlichen Dach- und Turmkonstruktion für eine Kapelle aus dem Jahr 1938 geplant. 
In der Bayerischen Denkmalliste sind für Oberwallenstadt zwei Baudenkmäler aufgeführt.